# Celmisia campbellensis
Celmisia campbellensis là một loài thực vật có hoa trong họ Cúc. Loài này được F.R.Chapm. mô tả khoa học đầu tiên năm 1891.